# 交響曲第4番 (モーツァルト)
交響曲第4番 ニ長調 K. 19 は、ヴォルフガング・アマデウス・モーツァルトが10歳の時に作曲した交響曲である。

## 概要
モーツァルトは、1764年の4月から翌年の1765年の7月まで父レオポルトと姉ナンネルと共にロンドンに滞在していた。この曲は同地で作曲された最初期の5曲の交響曲（現在はK. 16、K. 16a、K. 19、K. 19aの4曲のみ現存）のうちのひとつで、父レオポルトが病気で倒れた1765年に、ロンドンかオランダのハーグで作曲されたと推測されている。
作品にはカール・フリードリヒ・アーベルや、尊敬していたヨハン・クリスティアン・バッハの影響が大きくあらわれているが、第1楽章の転調する部分はカール・フィリップ・エマヌエル・バッハの影響が見られる。

## 楽器編成
- 管楽器：オーボエ2、ホルン2
- 弦楽器：第1ヴァイオリン、第2ヴァイオリン、ヴィオラ、チェロ、コントラバス

## 曲の構成
3楽章の構成で、典型的なイタリア風序曲の形式を採っている。演奏時間は約11分。
- 第1楽章 アレグロ
ニ長調、4分の4拍子。
- 第2楽章 アンダンテ
ト長調、4分の2拍子。
- 第3楽章 プレスト
ニ長調、8分の3拍子。